# Parviz Kimiavi
Parviz Kimiavi (en persan : پرويز کيمياوی, né en 1939 à Téhéran) est un réalisateur, scénariste, acteur, et producteur de cinéma iranien.

## Biographie
Né à Téhéran en 1939, Parviz Kimiavi étudie la photographie et le cinéma en France, à l’École nationale supérieure Louis-Lumière et à l'Institut des hautes études cinématographiques (IDHEC).

## Filmographie

### Réalisateur
- 1970 : Tappehây-e Qeytarieh [Les Collines de Queytarie]
- 1970 : Yâ zâmen-e âhu [Ô protecteur des gazelles]
- 1970 : Shiraz e 70
- 1970 : Bojnurd ta quchan
- 1970 : Bazar e mashhad
- 1971 : Masjed e gowharshad
- 1972 : P mesl-e Pelikân [P comme Pélican]
- 1973 : Moghola (Les Mongols), avec Abbas Nalbandian aux dialogues
- 1976 : Le Jardin de pierres  (Bāgh-e sangi)
- 1979 : OK Mister
- 1981 : La Tranche
- 1982 : Portrait d'un jeune tunisien
- 1983 : Oswaldo Rodriguez
- 1984 : Le Blue jean
- 1988 : Zurkhaneh [La Maison de la force]
- 1988 : Simone Weil
- 1999 : Iran saray e man ast
- 2004 : Piremard va Bāgh-e sangiash [Le Vieil Homme et son jardin de pierres]

### Acteur
- 1973 : Moghola (Les Mongols)
- 1982 : Qu'est-ce qu'on attend pour être heureux !
- 1995 : À propos de Nice, la suite

### Scénariste
- 1972 : P mesle pelican Le jardin de pierres (1976). Ok! mister (1978). Ô protecteur des gazelles (1971) Iran is my home land (2004)
- 1973 : Moghola

### Producteur
- 1979 : OK Mister